# 前向きロケット団!
「前向きロケット団!」（まえむきロケットだん）は、日本のテレビアニメ・ポケットモンスター内の犯罪組織・ロケット団の2作目のシングル。2001年7月20日にピカチュウレコードから発売された。

## 概要
- 前作「ロケット団よ永遠に」から約3年7ヶ月ぶりのシングル。
- 表題曲はテレビアニメ『ポケットモンスター』のエンディングテーマとして使用され、後に『ポケットモンスター サイドストーリー』第3話や『ポケットモンスター めざせポケモンマスター』第9話のエンディングテーマとしても使用された[1]。前作と異なり、カップリング曲は収録されていない。
- オリコンチャート初登場62位を獲得。

## 収録曲
1. 前向きロケット団! [2:55]
作詞：戸田昭吾、作曲・編曲：たなかひろかず
2. 前向きロケット団! (オリジナルカラオケ) [2:55]
3. もっと前向きロケット団! (Re-Mix Ver.) [3:01]
作詞：戸田昭吾、作曲：たなかひろかず、リミックス：岩田雅之
  - 表題曲のリミックスバージョン。

## 参加ミュージシャン
ロケット団
- ムサシ（CV:林原めぐみ）：Vocal (#1,3)
- コジロウ（CV:三木眞一郎）：Vocal (#1,3)
- ニャース（CV:犬山犬子）：Vocal (#1,3)
- ソーナンス（CV:うえだゆうじ）：Chorus (#1,3)

## タイアップ
- テレビ東京系列アニメ『ポケットモンスター』14代目エンディングテーマ (#1)